# Nomiigo
nomiigo（ノミーゴ）は、サントリーが、業務用の飲食店向けに開発したビールのサーバーである。
ビール業界は近年の生活の多様化とともにその顧客のビールに対する向き合い方も変わりつつあり、新型コロナウィルス以前と比べると、カフェやファーストフード店などでもその引用効果が高まってきているとともに、飲食店に行く機会をより貴重なものととらえ、高い品質を求める動きがあることが、サントリーの調べで分かってきた。しかし、樽生ビールは通常開封から3日以内での使用を奨励しているにもかかわらず、それを開栓してから使い切るまでの品質保持の問題から、日本国内の1/4の飲食店ではビールサーバーを導入できずにいたため、「飲食店の生ビール」を提供できないでいた。
そこで、サントリービールカンパニー・イノベーション部の開発チームが、常温保存（冷蔵も可）した缶ビールから「飲食店の生ビール」を可能にする新サーバーとして開発したものである。特徴としては、その常温（冷蔵）保存した缶ビールを使うことで、口当たりの良いクリーミーな泡と、実際に飲食店で提供される4℃程度のビールを提供できること、樽生ビールサーバーが設置していない店でも使用できるうえ、一缶づつ注ぎきるタイプなので、「開けたて」の生ビールが楽しめる、配管にビールが残らないため、洗浄時のビールロスの縮小化、メンテナンスの軽減化に努めることができる。
なお店舗での取り扱いは、当面「ザ・プレミアム・モルツ」のみとし、かつ380mlの専用グラスジョッキワンサイズのみとし、主にファーストフードやファミリーレストラン、ラーメン店などの軽食系の店舗での使用を想定しており、1日10杯程度注文すると仮定して、5㎘のガスボンベで約半年程度は使用可能。抽出時間は樽生が約25秒であるのに対し、nomiigoはその倍の50秒程度かかる。当面2023年度は首都圏で約100台程度テスト導入し、今後も改良をしたうえで、5年以内で1万台程度の導入を目指すとしている。